# Huazangsi
Huazangsi (kinesiska: 华藏寺) är en köping i nordvästra Kina. Den ligger i Tianzhu autonoma härad för tibetaner i staden Wuwei i provinsen Gansu, omkring 120 kilometer nordväst om provinshuvudstaden Lanzhou. 